# Maree Holland
Maree Holland, född 25 juli 1963, är en australisk friidrottare. Hon deltog vid olympiska sommarspelen 1988.